# Ipelcé (département)
Cet article concerne le département et la commune rurale. Pour le village chef-lieu, voir Ipelcé.
Ipelcé est un département et une commune rurale de la province du Bazèga, situé dans la région du Centre-Sud au Burkina Faso.

## Géographie

### Démographie
En 2006, la population totale du département est de 12 972 habitants.

### Villages
Le département et la commune rurale d'Ipelcé est administrativement composé de treize villages, dont le village chef-lieu homonyme (données de population consolidées issues du recensement général de 2006) :
- Babdo (946 habitants)
- Bandéla (623 habitants)
- Banghingo (690 habitants)
- Guisma (324 habitants)
- Ipelcé (2 221 habitants), chef-lieu
- Kactinga (353 habitants)
- Nacombogo (1 085 habitants)
- Narogtinga (777 habitants)
- Sagabtinga-Yarcé (2 416 habitants)
- Sambin (1 409 habitants)
- Sandéba (909 habitants)
- Siltougo (414 habitants)
- Zinguédéghin (805 habitants)